# Музей-садиба М. М. Хохрякова

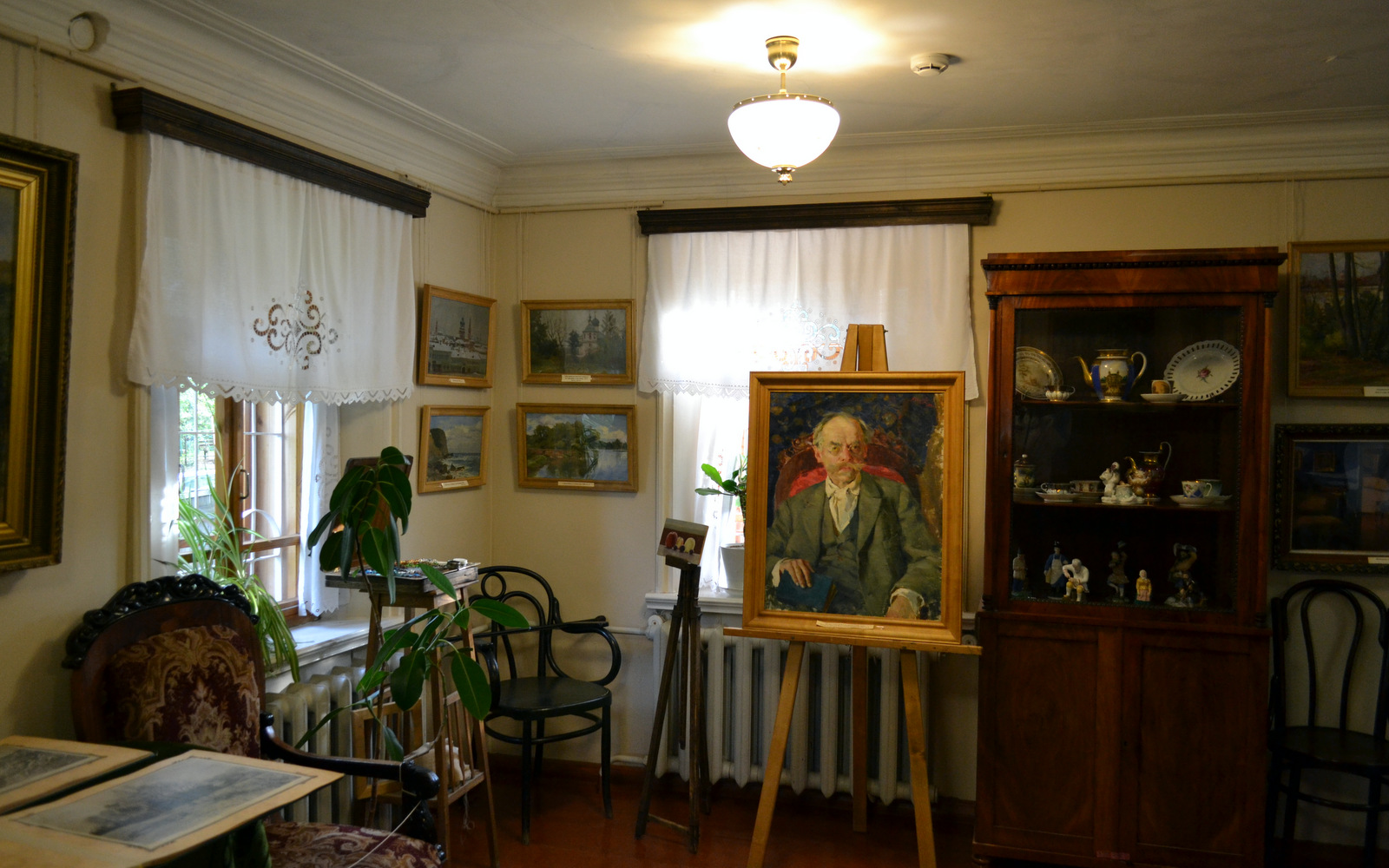
Інтер'єр будинку, в центрі — «Портрет М. М. Хохрякова» авторства Олексія Ісупова

Музей-садиба М. М. Хохрякова — дім-музей вятського художника Миколи Миколайовича Хохрякова, розташований в місті Кірові, РФ.
Пам'ятка історії та культури міста Кірова, однак сам будинок є реконструкцією 1990-тих років. Музей відкритий 12 червня 1998 року як Дім-музей художника М. М. Хохрякова, з 2008 року — Музей-садиба М. М. Хохрякова, філія Вятського художнього музею імені В. М. та А. М. Васнецових.

## Історія
Флігель садиби був побудований в 1834—1857 роках і належав М. Є. Мотовій, яка спочатку здавала, а в 1863 році продала його сім'ї вятського міщанина М. І. Хохрякова — батькові художника. У 1901 році флігель перейшов спадкоємцям — дітям Миколі, Наталіі, Вірі та Юлії.
У документах споруда значилася одноповерховою з вулиці та півтораповерховою з двору, також були підсобні приміщення (льох і комора) та лазня. До 1908 року до будинку був побудований ще один дерев'яний флігель, який став майстернею художника. Біля будинку був розбитий сад з бузком, смородиною, малиною і аґрусом, також в саду була невелика пасіка.
На початку ХХ століття садиба перебувала у центрі мистецького життя міста. Тут гостювали відомі художники брати Васнецови — Віктор та Апполінарій, майстер із фотографії Сергій Лобовиков, живописці Аркадій Рилов й Ілля Рєпін, архітектор Іван Чарушин. Як відзначали сучасники, сам М. М. Хохряков був неймовірно гостинним господарем.
Як зазначав художник Аркадій Рилов: «Хохряков уже багато років пише картини тільки у себе в саду» — в будинку-садибі він створив кілька полотен, в тому числі: «Яблуні цвітуть. Садок», «Сад із флоксами», «Флокси перед будинком», а також «Дворик з курми». Й дотепер в саду стоїть береза, віком понад сто років, яку художник зобразив на кількох своїх картинах.

## Опис

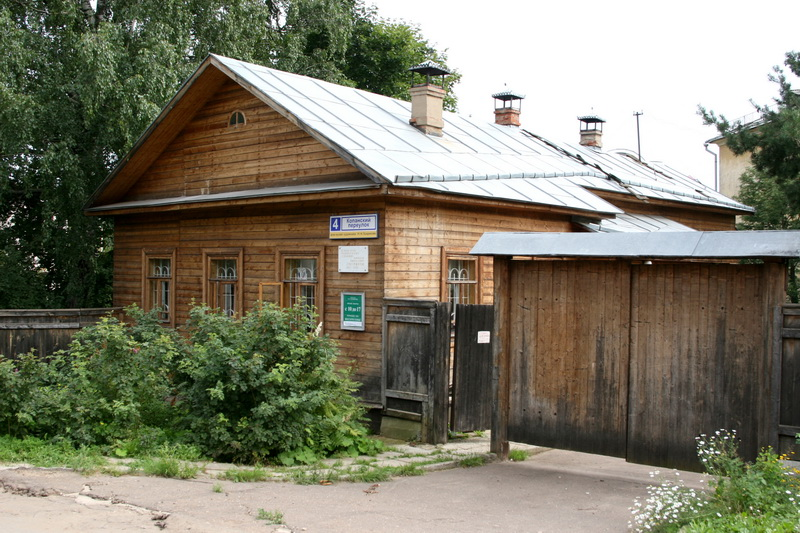
Будинок (до прикрашання різьбленням), літо 2010 року

У 1990-тих роках була проведена реконструкція головного флігеля: стару споруду розібрали, а замість неї була побудована «копія», при цьому було збережене анфіладне планування, характерне для житлової архітектури першої половини XIX століття. У 1998 році був відкритий дім-музей художника.
Флігель-майстерня, в якій працював М. М. Хохряков, був втрачений у вересні 2014 року, в результаті будівельних робіт при створенні новобудови.
У 2008 році Кіровським майстром різьблення по дереву Г. Я. Лопатіним біля садиби побудована альтанка-ротонда, ним же в 2014 році прикрашений різьбленням фасад будинку і побудовані (за фотографією початку XX століття) різьблені ворота «сонечко».

## Експозиція музею
До постійної експозиції включено роботи художника, а також фотографії та збережені речі, які відтворюють атмосферу будинку: старовинні меблі, російська піч, кручені вузькі сходи, а також мольберт, за яким працював художник. Крім власних робіт художника, тут також представлений «Портрет М. М. Хохрякова» авторства його учня Олексія Ісупова, який той написав незадовго до свого від'їзду до Італії.